# 福岡県営春日公園

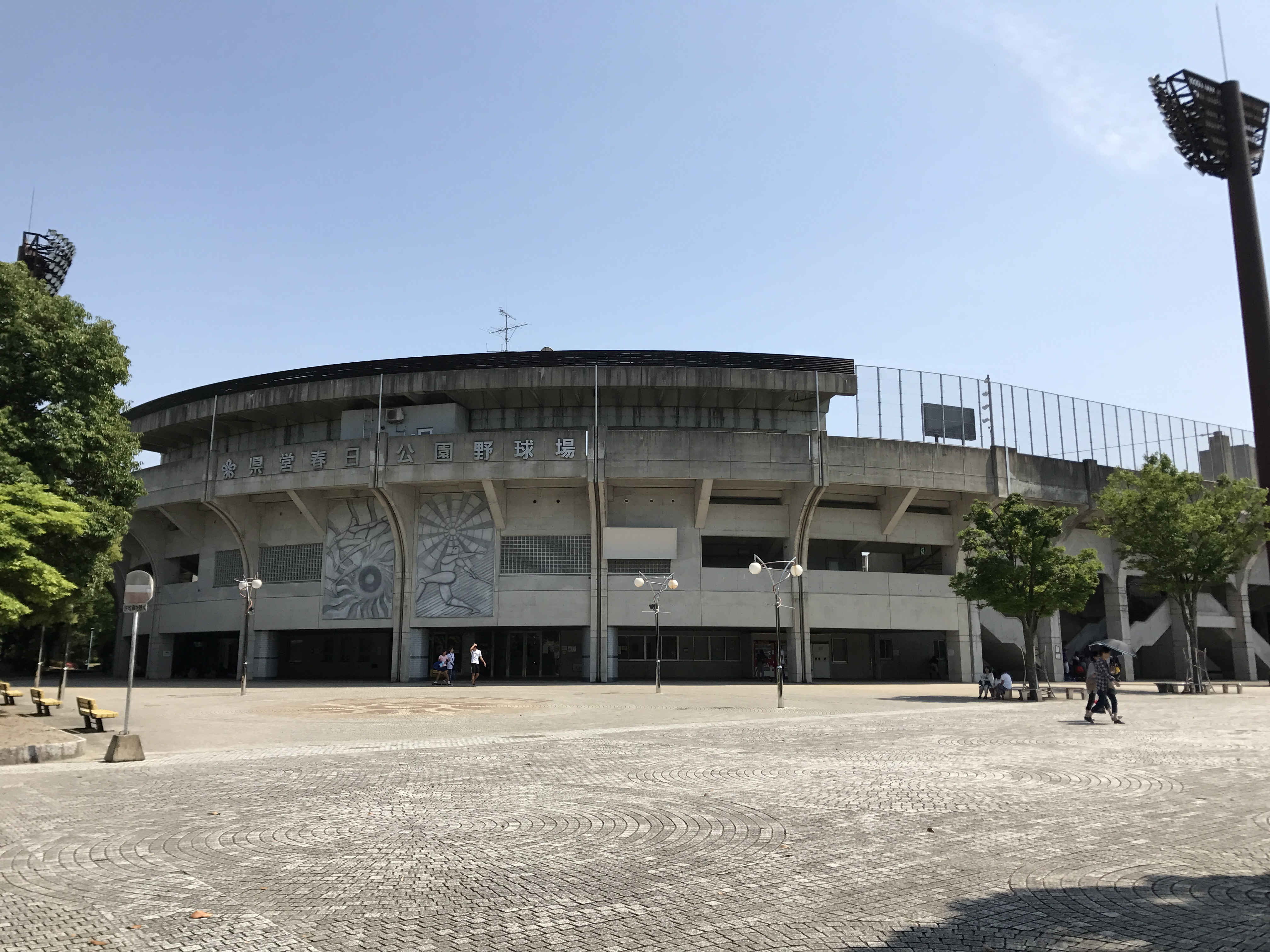
県営春日公園野球場

福岡県営春日公園（ふくおかけんえいかすがこうえん）は福岡県春日市原町にある公園。木下緑化建設株式会社が指定管理者となって管理している県営公園である。

## 概要
返還された在日米軍基地（春日ベース）跡地に昭和天皇在位50年を記念して作られた県営公園で面積は30ヘクタール。1981年（昭和56年）4月に開園した。樹木の一部は福岡県庁が東公園へ移転される際に同公園より移植されている。月日とともに木々が大きく育ち、緑あふれる公園である。
園内の主要な施設として、野球場、球技場、テニスコート、噴水広場、自然庭園、野外音楽堂などがあり、1.6キロメートルのジョギングコースが整備されている。
毎年8月には春日あんどん祭りが開催され、約10万人の人出で大いに賑わう。しかし2011年 (平成23年)からは開催を10月に変更し、花火の打上げはなくなり会場内にあんどんを灯して古人の偲ぶ市民祭りとしてリニューアルした。

## 交通
- 西鉄天神大牟田線春日原駅下車徒歩約15分
- JR鹿児島本線春日駅下車徒歩約10分